# Thủy điện Đăk Sin
Thủy điện Đăk Sin là thủy điện xây dựng trên dòng suối Đăk R'Keh tại vùng đất xã Đăk Sin và Hưng Bình huyện Đăk R’lấp tỉnh Đắk Nông, Việt Nam .
Năm 2020 Thủy điện Đăk Sin có một bậc là Đăk Sin 1 có công suất lắp máy 28 MW với 2 tổ máy, hoàn thành tháng 10/2015 . Ba thành phần chính của thủy điện ở cách xa nhau.
1. Đập chính tạo hồ trên dòng Đăk R'Keh.
2. Cửa nhận nước 11°48′27″B 107°28′15″Đ / 11,807569°B 107,470781°Đ.
3. Nhà máy điện, bên bờ phải sông Đồng Nai 11°47′31″B 107°28′38″Đ / 11,79182°B 107,47722°Đ.

## Đăk R'Keh
Suối Đăk R'Keh là phụ lưu cấp 1 của sông Đồng Nai, chảy ở các huyện Đăk R’lấp tỉnh Đắk Nông và Bù Đăng tỉnh Bình Phước.
Suối bắt nguồn từ xã Kiến Thành, chảy hướng nam. Qua xã Đăk Sin và Hưng Bình huyện Đăk R’lấp tỉnh Đắk Nông và xã Đồng Nai huyện Bù Đăng tỉnh Bình Phước thì đổ vào sông Đồng Nai 11°46′18″B 107°23′42″Đ / 11,771652°B 107,395034°Đ.

## Chỉ dẫn
1. ↑  Trong tiếng các dân tộc thuộc nhóm ngôn ngữ Môn-Khmer ở Tây Nguyên và trong tiếng Việt cổ (trước thế kỷ 16, xem Chữ Nôm) thì "đăk" có nghĩa là nước, sông, suối, còn "krông" có nghĩa là sông.

- Tên suối Đăk R'Keh xác định theo các bản đồ [2]. Trong văn liệu Trang tin COMA đã ghi là suối Đăk Sin [3].